# فردریک وایزمن
فردریک وایزمن (انگلیسی: Frederick Wiseman؛ زادهٔ ۱ ژانویهٔ ۱۹۳۰) یک کارگردان، تهیه‌کننده، و فیلم‌نامه‌نویس اهل ایالات متحده آمریکا است.
وی همچنین برنده جوایزی همچون کمک هزینه گوگنهایم شده است.

## فیلم‌شناسی
- تیتیکات فالیز(١٩۶٧)
- دبیرستان
- موشک
- نظم و قانون (١٩۶٩)
- بیمارستان (١٩٧٠)
- آموزش مقدماتی (١٩٧١-١٩٧٢)